# Cimitero russo ortodosso di Nostra Signora dell'Assunzione
Il cimitero russo ortodosso di Nostra Signora dell'Assunzione si trova a Sainte-Geneviève-des-Bois; vi sono sepolti molti russi bianchi.

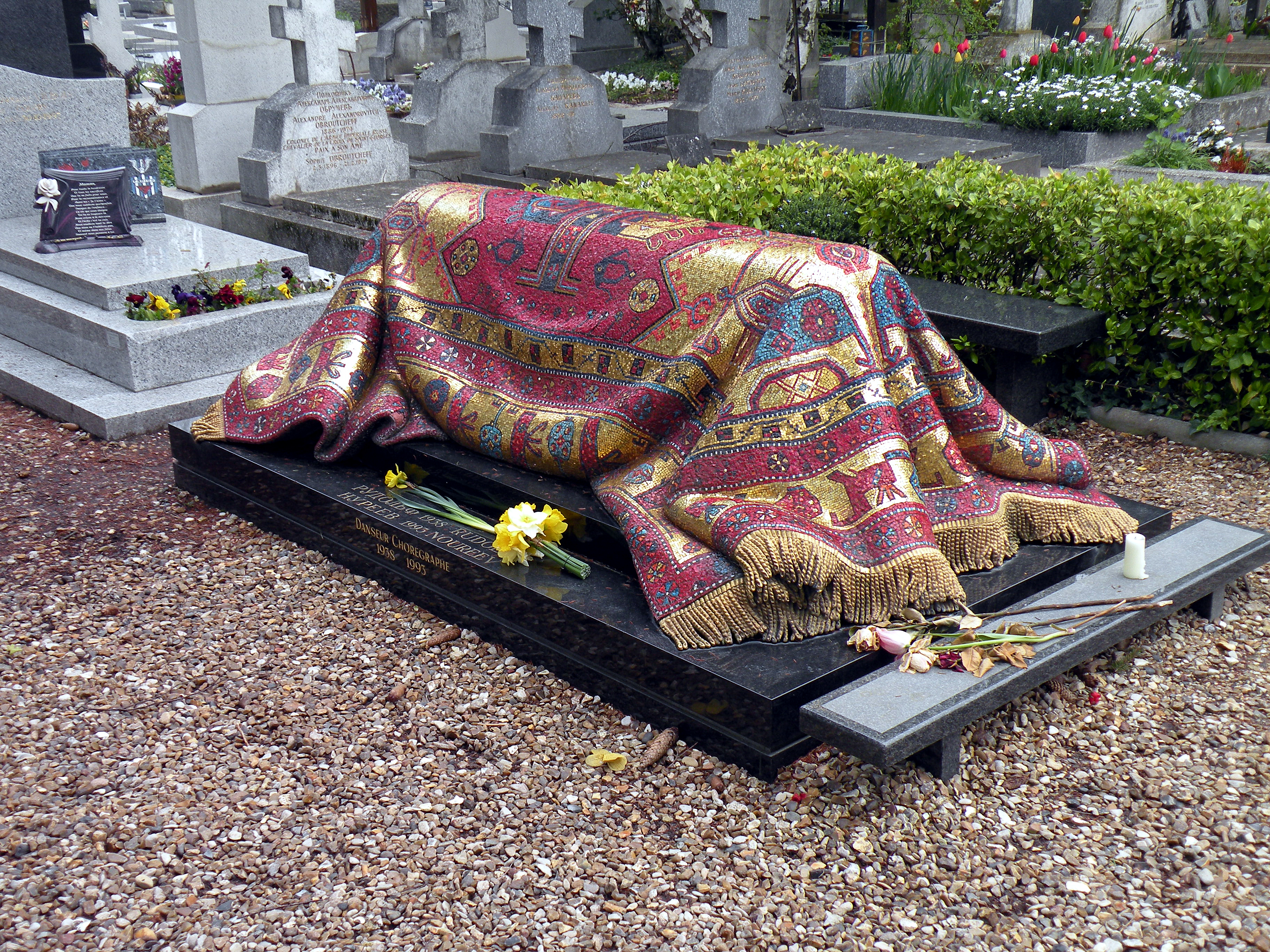
La tomba di Rudol'f Nureev

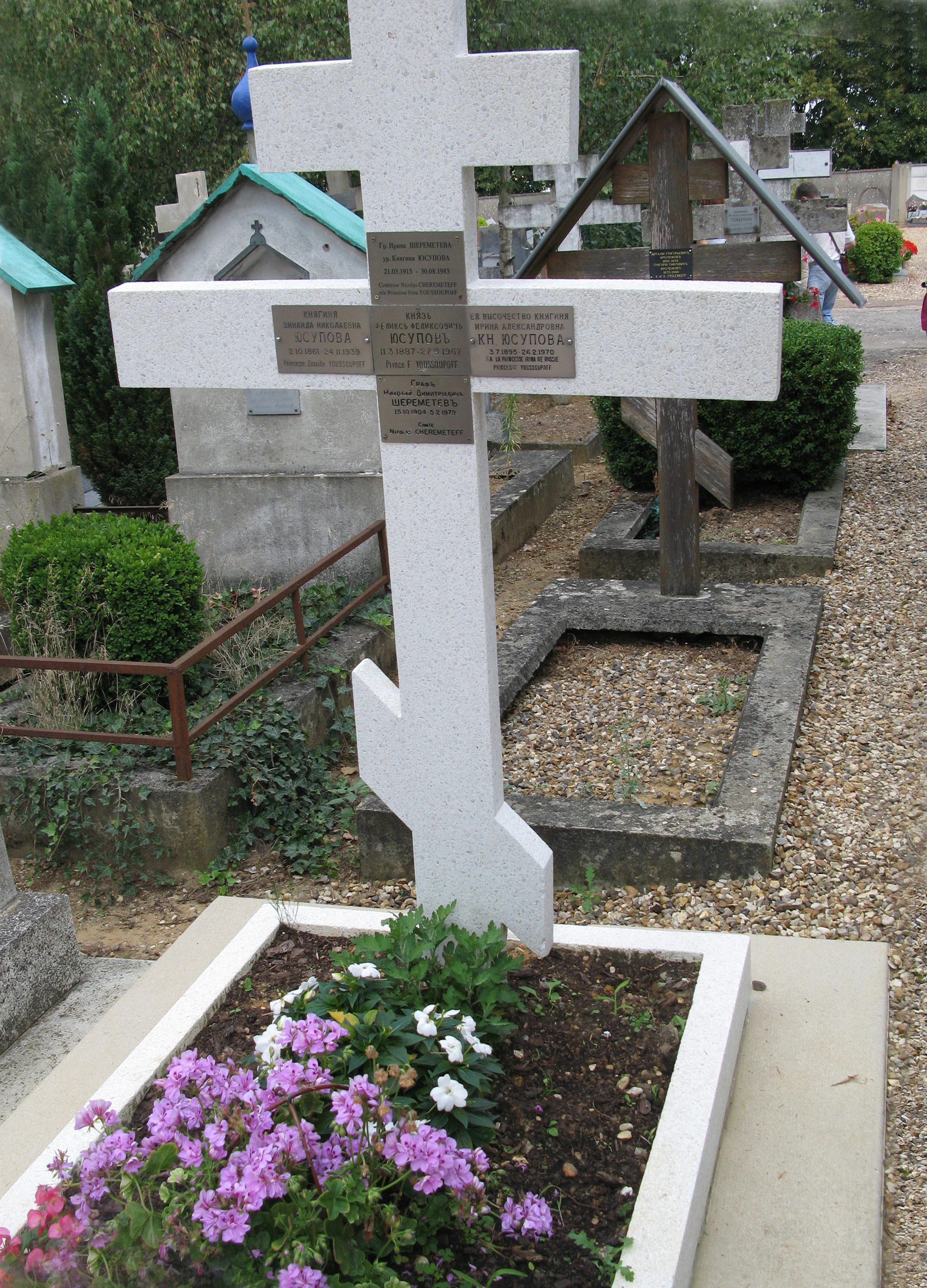
Tomba di Feliks Jusupov, della madre e della moglie Irina

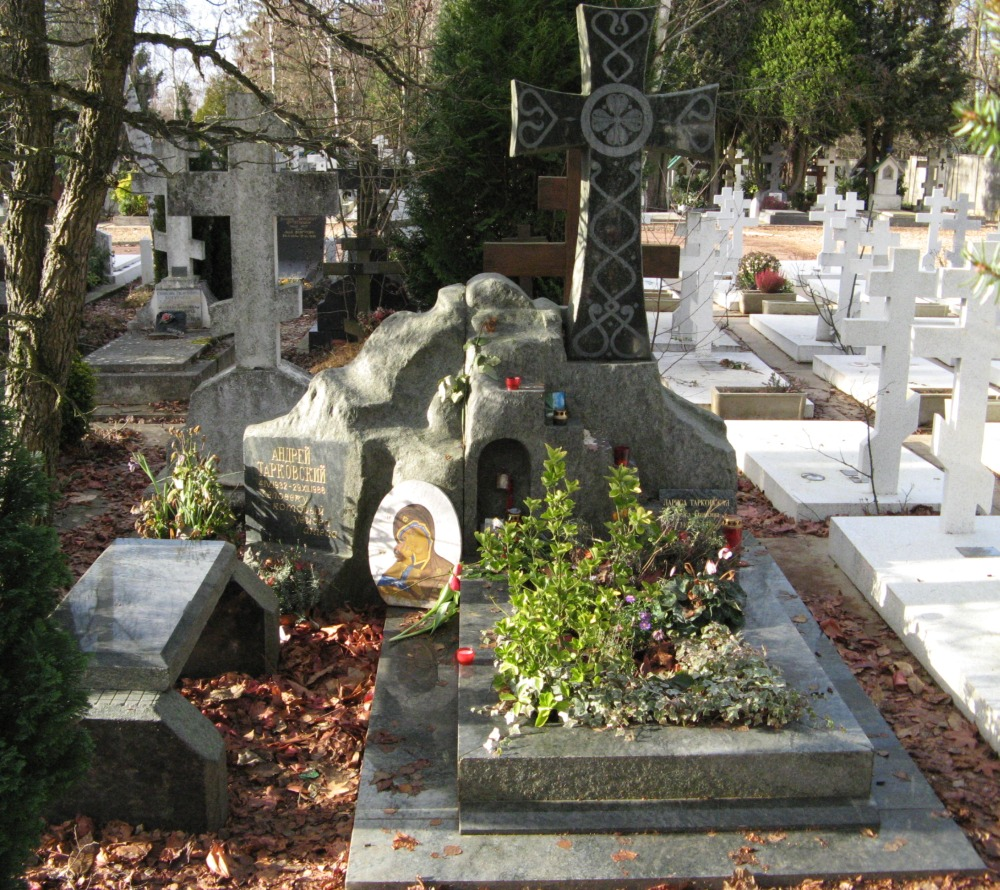
Tomba di Andrej Tarkovskij

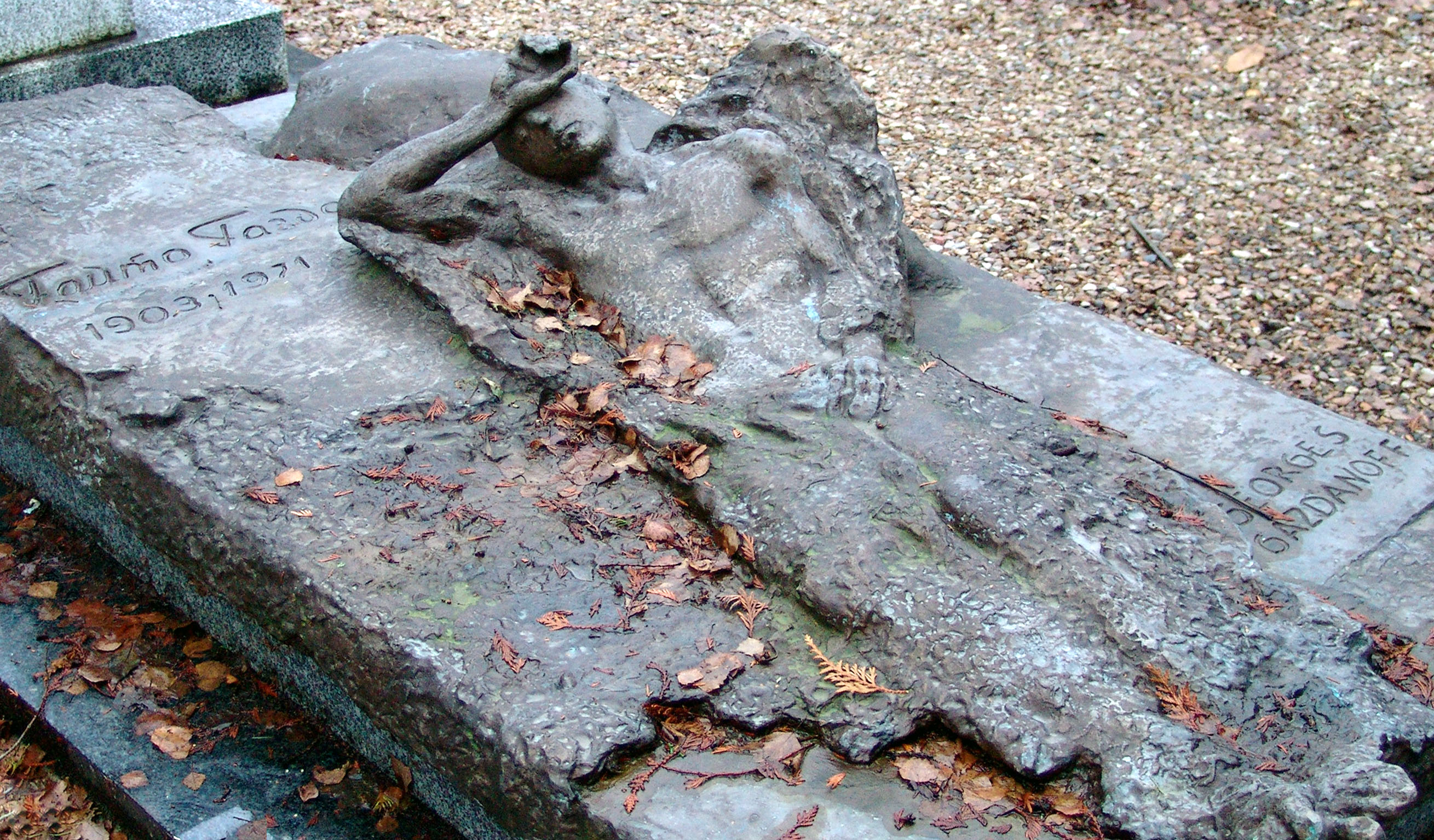
La tomba di Gazdanov

## Tombe
Nel cimitero ci sono le tombe di numerosi personaggi famosi, fra i quali in ordine alfabetico
- Andrej Amal'rik
- Nikolai Baratov
- Pierre Batcheff
- Tatiana Botkina
- Sergei Bulgakov
- Ivan Bunin
- Nikolaj Čerepnin
- Aleksej Chichibabin
- Abram Dragomirov
- Aleksander Galič
- Gajto Gazdanov
- Georgij Vladimirovič Ivanov, scrittore e poeta
- Zinaida Gippius
- Feliks Feliksovič Jusupov
- Anton Kartashev
- Alexander von Kaulbars
- Michail Aleksandrovič Kedrov
- Lila Kedrova, attrice
- Vladimir Kokovtsov
- Nikolaj Nikolaevič Kolomejcev
- Konstantin Korovin
- Mathilde Kschessinska
- André Lanskoy
- Serge Lifar
- Natalja Lisenko
- Nikolaj Onufrievič Losskij
- Georgij Evgen'evič L'vov
- Dmitrij Sergeevič Merežkovskij
- Iosif Ivanovič Mrozovskij. generale
- Ivan Mosjoukine
- Viktor Nekrasov
- Rudol'f Nureev, ballerino
- Vera Apollonovna Obolenskaja, partigiana
- Zinovij Alekseevič Peškov, generale
- Antoine Pevsner
- Serge Poliakoff
- Sergej Michajlovič Prokudin-Gorskij, fotografo
- Olga Preobrajenska
- Aleksey Remizov
- Andrej Vladimirovič Romanov
- Gavriil Konstantinovič Romanov
- Irina Aleksandrovna Romanova, moglie di Feliks Feliksovič Jusupov
- Nikolai Pavlovich Sablin
- Zinaida Serebriakova
- Aleksandr Dmitrievič Šeremetev
- Sergej Sergeevič Solomko
- Konstantin Somov
- Pëtr Berngardovič Struve
- Andrej Tarkovskij
- Teffi
- Patrick Topaloff
- Vera Aleksandrovna Trefilova
- Sergei Ulagay
- Hélène Vallier, attrice
- Dmitry Verderevsky
- Odile Versois, attrice
- Aleksandr Emel'janovič Volinin
- Constantin Weriguine
- Princess Nika Yourievitch
- Serge Youriévitch
- Boris Zajcev
- Vladimir Zeeler
- Eugene Znosko-Borovsky